# Вацлав Прошек
Вацлав Прошек (чеськ. Václav Prošek, 21 травня 1893) — чеський футболіст, що грав на позиції нападника. Найбільш відомий виступами у складі празької «Славії».

## Клубна кар'єра
У 1912—1921 роках виступав у складі празької «Славії». Всі ці роки клуб тренував шотландський тренер Джон Мадден. Вже в 1912 році Прошек став володарем кубка милосердя. В фіналі «Славія» перемогла «Вікторію» (Жижков) з рахунком 4:3, а лінія нападу клубу мала такий вигляд: Мирослав Широкий — Ладислав Медек — Вацлав Прошек — Ян Кошек — Зденек Ян.
1913 рік розпочав у резервній команді «Славії», яка на початку року програла першій команді 4:7. Пізніше Прошек ненадовго перейшов до «Спарти», але в кінці року повернувся. «Славія» стала чемпіоном Богемії 1913 року. Груповий турнір відбувся в другій половині 1913 року, але фінальний матч для переможців регіональних ліг був зіграний в травні 1914. «Славія» перемогла команду «Моравська Славія» з міста Брно з рахунком 2:0, а голи забили Ярослав Богата і Вацлав Прошек. Також команда вийшла у фінал кубка милосердя, де поступилась «Вікторії» (0:1). Через початок Першої світової війни чемпіонат 1914 року, запланований на осінь, не відбувся, але товариські матчі клуби грали. Наприклад, в жовтні Прошек забив єдиний і переможний гол у грі зі «Спартою» — 1:0.
В 1915 році «Славія» стала переможцем чемпіонату Богемії, або ж чемпіонату Праги, як називають цей воєнний турнір у багатьох джерелах. Спочатку команда виграла всі матчі групи А, в якій виступали провідні команди столиці. В матчі зі «Спартою», що завершився перемогою з рахунком 5:1, Прошек забив чотири голи. Загалом Вацлав у чемпіонаті забив 7 голів. У фіналі за звання чемпіона «Славія» перемогла «Сміхов» з рахунком 14:0, а Прошек забив три голи.
В 1916 році «Славія» проводила переважно товариські матчі. А в 1917 році було проведено два чемпіонати — весняний і осінній. Прошек забив три голи у ворота «Спарти», а його команда розгромила принципового суперника в матчі весняного чемпіонату з рахунком 5:0. Але в обох турнірах клуб мав проблеми дисциплінарного характеру. Навесні «Славія» відмовилась грати проти клубу ДФК Прага, за що отримала три технічних поразки, а восени три технічних поразки клуб отримав за виступи кількох гравців (серед яких і Вацлав) в складі збірної Австрії. Та рівень гри «Славія» показувала хороший, здобувши ряд яскравих перемог у міжнародних матчах з угорськими і австрійськими командами. Партнерами Прошека в лінії нападу клубу були Йозеф Бєлка, Ян Ванік, Вацлав Шубрт, а також Йозеф Седлачек, що прийшов посеред року.
Саме ця п'ятірка нападників була основною в матчах Середньочеської ліги 1918, що проходили навесні. Клуб виграв усі поєдинки турніру з загальною різницею м'ячів 54:3. Осінню «Славія» вийшла у фінал новоствореного Середньочеського кубка, де поступилась з рахунком 1:4 «Спарті». Для Прошека 1918 рік став одним з найбільш успішних — він виступав в усіх 31 матчах, які команда провела за рік, і забив 24 голи.

## Кар'єра в збірних
В 1916 році Чеська футбольна федерація була розпущена, а клуби перейшли під крило Австрійської федерації. Між Богемією і Австрією встановились тісні футбольні зв'язки. Чеські футболісти могли отримувати запрошення в збірну Австрії. В квітні 1917 року у Відні відбувся товариський матч між збірними Богемії і Нижньої Австрії (фактично збірною Австрії). Матч завершився нічиєю 2:2, а голи за Богемію забили Прошек і Ванік. Обох футболістів запросили до збірної Австрії. 15 липня 1917 року вони зіграли в товариському матчі проти Угорщини (1:4), а Прошек відзначився забитим голом.
В середині вересня в Празі знову зустрілись Богемія і Нижня Австрія. Цього разу Богемія перемогла з рахунком 3:1, Прошек також грав, але не забивав, двічі відзначився Ванік і ще одного разу Седлачек. Цього разу уже чотирьох уже гравців «Славії», які грали в згаданому матчі, запросили до складу австрійської команди. Крім Ваніка і Прошека, це були Франтішек Фіхта і Йозеф Седлачек. Всі четверо 7 жовтня зіграли в матчі з тією ж Угорщиною, що завершився поразкою Австрії з рахунком 1:2. Проблемою стало те, що на той момент чеські функціонери уже оголосили про вихід з Австрійської федерації і відновлення Чеської футбольної федерації, тому вчинок футболістів був визнаний порушенням. Гравці отримали дискваліфікації. Представникам «Славії» вдалося оскаржити це рішення і зняти дискваліфікацію з футболістів. Але «Славія» на той момент встигла отримати три технічних поразки в чемпіонаті Чехії, адже суперники відмовлялись грати за умови участі цих чотирьох гравців.
У складі збірної Чехословаччини у 1919 році став переможцем футбольного турніру Олімпіади Першинга, масштабного спортивного змагання для країн-союзників, переможців у Першій світовій війни. Участь у змаганнях брали діючі і колишні військові збройних сил своїх країн. Чехословаччину представляли провідні футболісти найсильніших клубів країни — празьких «Спарти» і «Славії», а також «Вікторії» з Жижкова. Відомі футболісти грали за збірні Франції, Італії і Бельгії, фактичні національні збірні привезли також Румунія і Греція. Втім, матчі турніру не входять до офіційного реєстру ФІФА. Тренером чехословацької команди призначили Джона Вільяма Маддена, наставника «Славії». Але найбільшу ставку він зробив на гравців «Спарти». Зі складу «Славії» в основі команди грали Валентин Лоос, Ян Ванік і Вацлав Прошек.
Ігри проводились у Парижі на новозбудованому стадіоні «Першинг». Чехословаччина виступала групі Б і здобула три перемоги над Бельгією (4:1), США (8:1, один з голів забив Прошек) і Канадою (3:2). У фінальному матчі суперником чехословацької команди стала збірна Франції, господарі турніру. Значну частину матчу команда Прошека поступалась з рахунком 1:2, але на останніх хвилинах нападник «Спарти» Антонін Янда зумів забити два голи і принести перемогу збірній Чехословаччини.

## Статистика виступів

### Статистика виступів за збірну Австрії
| Дата       | Місто    | Господарі | Результат | Гості    | Турнір           | Голи | Примітки |
| ---------- | -------- | --------- | --------- | -------- | ---------------- | ---- | -------- |
| 15-07-1917 | Відень   | Австрія   | 1 – 4     | Угорщина | товариський матч | 1    |          |
| 7-10-1917  | Будапешт | Угорщина  | 2 – 1     | Австрія  | товариський матч | -    |          |
| Усього     |          | Матчів    | 2         |          | Голів            | 1    |          |

### Виступи на міжсоюзницьких іграх
| Група В 24.06.1919 |

| Чехословаччина                       | 4:1 | Бельгія     |
| ------------------------------------ | --- | ----------- |
| Седлачек 24', 77' Ванік 31' Янда 46' |     | Фламінк 41' |

| Першинг, Париж Глядачів: 20 000 Арбітр: МкКензі |

Чехословаччина: Франтішек Пейр — Антонін Гоєр, Мирослав Поспішил — Валентин Лоос, Антонін Фівебр, Карел Пешек — Йозеф Седлачек, Антонін Янда, Вацлав Пілат, Ян Ванік, Вацлав Прошек
| Група В 26.06.1919 |

| Чехословаччина                   | 8:2 | США |
| -------------------------------- | --- | --- |
| Янда Пілат Ванік Седлачек Прошек |     |     |

| Першинг, Париж |

Чехословаччина: Франтішек Пейр — Антонін Гоєр, Мирослав Поспішил — Валентин Лоос, Антонін Фівебр, Карел Пешек — Йозеф Седлачек, Антонін Янда, Вацлав Пілат, Ян Ванік, Вацлав Прошек
| Група В 28.06.1919 |

| Чехословаччина | 3:2 | Канада |
| -------------- | --- | ------ |
| Ванік Янда     |     |        |

| Першинг, Париж Глядачів: 25 000 |

Чехословаччина: Рудольф Клапка — Карел Стейнер, Мирослав Поспішил — Валентин Лоос, Антонін Фівебр, Карел Пешек — Йозеф Седлачек, Антонін Янда, Вацлав Пілат, Ян Ванік, Вацлав Прошек
| Фінал 29 червня 1919 |

| Чехословаччина         | 3 — 2 | Франція             |
| ---------------------- | ----- | ------------------- |
| Ванік 31' Янда 84' 90' |       | 12' Дедьє 28' Реньє |

| «Першинг» (Париж) Глядачів: 25 000 Арбітр: МкКензі |

Чехословаччина: Рудольф Клапка — Антонін Янда, Мирослав Поспішил — Карел Влк, Антонін Фівебр, Карел Пешек — Йозеф Седлачек, Ярослав Червений, Вацлав Пілат, Ян Ванік, Вацлав Прошек, тренер: Джон Вільям Мадден
Франція: П'єр Шеріге — Люсьєн Гамблен, Ежен Ланжено — Емільєн Девік, Рене л'Ермітт, П'єр Гастіже — Анрі Лесюр, Поль Дедьє, Поль Ніколя, Альбер Реньє, Моріс Гастіже

## Титули і досягнення
- Чемпіон Богемії і Чехословаччини (3):

«Славія»: 1913, 1915, 1918
- Володар Кубка милосердя (1):

«Славія»: 1912
- Переможець Міжсоюзницьких ігор: (1)

Чехословаччина (військова): 1919